# If I Had a Heart
"If I Had a Heart" é uma canção da artista sueca Fever Ray. Escrita, composta e produzida por ela, foi lançado como single do seu álbum de estreia, o auto-intitulado Fever Ray (2009), sendo seu primeiro lançamento desde sua saída da banda The Knife. A faixa foi liberada via download digital na Suécia e na Europa em 15 de dezembro de 2008 pela Rabid Records, seguido por um lançamento num EP em 26 de janeiro de 2009. Foi mais tarde lançada em CD e disco de vinil (7" e 12") ainda em 2009.
A canção foi muito bem recebida pela crítica e foi um sucesso moderado nas rádios. Em outubro de 2011, a revista NME a colocou na posição #145 na sua lista de as "150 Melhores Faixas dos Últimos 15 Anos". "If I Had a Heart" também apareceu em vários filmes e programas de televisão, mais notavelmente na abertura da série Vikings e em um episódio de Breaking Bad.

## Faixas
| iTunes EP |                                         |         |  |
| N.º       | Título                                  | Duração |  |
| 1.        | "If I Had a Heart"                      | 3:48    |  |
| 2.        | "If I Had a Heart" (Familjen Remix)     | 3:54    |  |
| 3.        | "If I Had a Heart" (Fuck Buttons Remix) | 8:26    |  |

| CD single sueco promocional |                    |         |  |
| N.º                         | Título             | Duração |  |
| 1.                          | "If I Had a Heart" | 3:50    |  |

| Single 12" sueco |                                         |         |  |
| N.º              | Título                                  | Duração |  |
| 1.               | "If I Had a Heart" (Fuck Buttons Remix) | 8:26    |  |
| 2.               | "If I Had a Heart" (Familjen Remix)     | 3:54    |  |

| Single 7" Reino Unido |                                         |         |  |
| N.º                   | Título                                  | Duração |  |
| 1.                    | "If I Had a Heart" (versão original)    | 3:50    |  |
| 2.                    | "If I Had a Heart" (Fuck Buttons Remix) | 8:26    |  |

## Tabelas musicais
| Paradas (2015)                                    | Melhor posição |
| ------------------------------------------------- | -------------- |
| Bélgica (Ultratop Valônia Back Catalogue Singles) | 41             |